# Фердинанд (Хесен-Хомбург)
Вижте пояснителната страница за други личности с името Фердинанд.
Фердинанд Хайнрих Фридрих фон Хесен-Хомбург (на немски: Ferdinand Heinrich Friedrich von Hessen-Homburg; * 26 април 1783 в Хомбург фор дер Хьое; † 24 март 1866 също там) е последният ландграф на Хесен-Хомбург (1848 – 1866).
Той е петият син на ландграф Фридрих V фон Хесен-Хомбург (1748 -1820) и съпругата му принцеса Каролина фон Хесен-Дармщат (1746 – 1821), дъщеря на Лудвиг IX, ландграф на Хесен-Дармщат и ландграфиня Хенриета Каролина фон Пфалц-Цвайбрюкен.
През 1800 г. на 17 години той започва австрийска военна слуба. През 1822 г. той напуска активната военна служба като генерал на кавалерията. Той не се жени, умира на 24 март 1866 г. на осемдесет и три години бездетен. Според наследствен договор Хесен Хомбург отива към Хесен-Дармщат, но след войната през 1866 г. към Прусия. Той е погребан в гробницата на дворец Бад Хомбург.